# أميال المقاعد المتاحة

في نقل الركاب، أميال المقاعد المتاحة (available seat miles) أختصاراً (ASM) أو عدد الكيلومترات المتوفرة (available seat kilometers) أختصاراً (ASK) هي مقياس للقدرة الاستيعابية للركاب. والتي تساوي عدد المقاعد المتاحة مضروبًا في عدد الأميال أو الكيلومترات التي تقطعها السيارة.
في صناعة الطيران، يعد ميل المقعد المتاح هو الوحدة الأساسية للإنتاج لشركة الطيران التي تنقل الركاب. الوحدة في هذه الحالة هي مقعد واحد، متاح للبيع، لمسافة ميل واحد. على سبيل المثال، فإن طائرة بها 300 مقعد متاحة للبيع وتطير لمسافة 1000 ميل أساسي ستولد 300000 (ASM) لتلك الرحلة المعينة. أن تكون المقاعد متاحة للبيع أمر بالغ الأهمية. إن الطائرة التي تحتوي على 300 مقعد ولكنها كانت محدودة (لأسباب تنظيمية أو فنية) لبيع 250 منها فقط في رحلة معينة بطول 1000 ميل من شأنها أن تولد 250.000 (ASM) في تلك الرحلة، وليس 300000. وبالمثل، إذا كانت مقاعد الركاب في رحلة معينة مخصصة لأغراض راحة الطاقم، فلن يتم تضمين هذه المقاعد في حساب (ASM) لتلك الرحلة.

## كميات ذات صلة

### التكلفة لكل ASM / ASK (CASM / CASK)

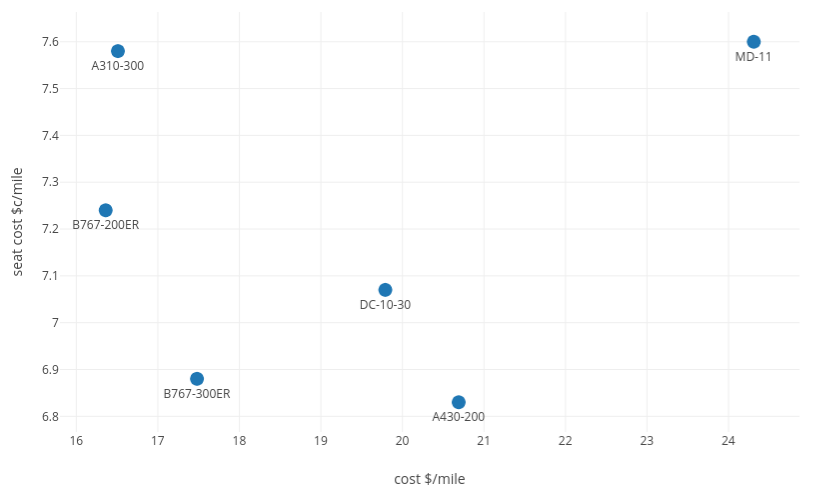
تكلفة المقعد وتكلفة الرحلة لطائرات البدن العريض

التكلفة لكل ميل مقعد متاح «كاسم» (CASM) أو «كاسك» (CASK) هو مقياس شائع الاستخدام لتكلفة الوحدة في صناعة الطيران. يتم التعبير عن «كاسم» بالسنتات لتشغيل كل ميل مقعد معروض، ويتم تحديده من خلال قسمة تكاليف التشغيل على (ASM). يتم استخدام هذا الرقم بشكل متكرر للسماح بمقارنة التكلفة بين شركات الطيران المختلفة أو لنفس شركة الطيران عبر فترات زمنية مختلفة (على سبيل المثال لعام واحد مقابل السنة السابقة). يعني انخفاض «كاسم» (CASM) أنه من الأسهل على شركة الطيران تحقيق ربح، حيث يتعين عليهم دفع رسوم أقل لتحقيق التعادل. ومع ذلك، فإن انخفاض «كاسم» (CASM) لا يضمن بأي حال من الأحوال الربحية. علاوة على ذلك، يجب فقط مقارنة «كاسم» (CASM) عبر شركات الطيران بعناية. على سبيل المثال، إذا تساوت جميع الأشياء الأخرى، فإن شركة الطيران ذات متوسط طول المرحلة الأطول سيكون لها «كاسم» (CASM) أقل، لأن التكاليف الثابتة ستمثل جزءًا أقل من إجمالي تكاليفها. لهذا السبب، لكي تكون ذات مغزى، تتطلب مقارنات «كاسم» (CASM) عبر شركات الطيران المختلفة بشكل عام، على الأقل، أن يتم تعديل «كاسم» (CASM) لجميع شركات الطيران لطول المرحلة المشتركة، أو أن يتم رسم «كاسم» (CASM) مقابل طول المرحلة لجميع شركات الطيران التي تتم مقارنتها.
يتم حساب «كاسم» (CASM) بشكل عام لشركة طيران معينة (أو جزء من شركة طيران - على سبيل المثال، عمليات شركة طيران في المحيط الهادئ بدلاً من شركة الطيران بأكملها) لفترة زمنية معينة - سنة، ربع سنة، شهر وما إلى ذلك. يمكن أيضًا حسابه لمسار معين لشركة طيران. ومع ذلك، عندما يتم حسابها لأي شيء بخلاف العملية الكاملة لشركة الطيران، فإن التكاليف ذات الصلة ستشمل حتمًا مخصصات التكلفة التي تتطلب أحكامًا. على سبيل المثال، يجب توزيع راتب الإدارة العليا لشركة الطيران عبر أجزاء مختلفة من شركة الطيران ويمكن تقسيمه عبر مساراتها وفقًا للعديد من المنهجيات المختلفة - من خلال عدد الرحلات الجوية على هذا الطريق خلال تلك الفترة الزمنية، من خلال عدد ساعات الطيران على هذا الطريق، وما إلى ذلك. لا توجد بالضرورة أي طريقة صحيحة لإجراء مثل هذه المخصصات للتكلفة، ولكن من المهم عند إجراء مقارنات عبر شركات الطيران أنه إذا كانت منهجية التخصيص ذات صلة (أي أقل من مقارنة كل شركة طيران بالكامل)، فسيتم استخدام نفس منهجية التخصيص مع تتم مقارنة كل شركة طيران.
للحصول على مثال بسيط لحساب «كاسم» (CASM)، في الربع الثاني من عام 2011، كانت تكاليف تشغيل خطوط ساوث ويست الجوية (بما في ذلك خطوط إيرتران الجوية التابعة لها) تبلغ 3.929 مليار دولار و 31.457 مليار (ASM)، كما هو موضح في نموذج خطوط ساوث ويست الجوية SEC 10-Q لتلك الفترة. كان نظام خطوط ساوث ويست الجوية (CASM) للربع الثاني من عام 2011 هو:
«كاسم» (CASM) = تكلفة التشغيل المباشرة / عدد المقاعد المتاحة = 3.929 مليار دولار / 31.457 مليار = 12.49 سنتًا

### الوقود السابق CASM أو الوقود السابق CASM
«كاسم» (CASM) باستثناء الوقود هو مقياس شائع الاستخدام لمقارنة أداء التكلفة لشركات الطيران باستثناء تكلفة الوقود. نظرًا لتقلب أسعار النفط، لا يُنظر إلى تكلفة وقود الطائرات بشكل عام على أنها قابلة للتحكم (بخلاف المدى القصير من خلال التحوط من الوقود). لذلك، غالبًا ما يتم الحكم على نجاح الإدارة في التحكم في التكاليف من خلال النظر في كيفية تغير (CASM) بدون وقود من فترة إلى أخرى. على سبيل المثال، في الربع الثاني من عام 2011، بلغت تكاليف وقود شركة خطوط ساوث ويست الجوية 1.527 مليار دولار (مرة أخرى، بما في ذلك خطوط إيرتران الجوية التابعة لها). كان الوقود السابق لنظام (CASM) الخاص بنظام خطوط ساوث ويست الجوية للربع الثاني من عام 2011 هو:
«كاسم» (CASM) بدون الوقود = (تكلفة التشغيل المباشرة - تكلفة الوقود) / ميل المقعد المتاح = (3.929 مليار دولار - 1.527 مليار دولار) / 31.457 مليار = 7.63 سنتًا
مرة أخرى، يجب توخي الحذر عند مقارنة «كاسم» (CASM) بدون الوقود عبر الفترات. على وجه الخصوص، إذا تغير متوسط طول المرحلة لشركة الطيران بشكل كبير، فقد يكون لذلك تأثير كبير على «كاسم» (CASM) بدون الوقود.
بلغ الربع الأول من عام 2018 لخطوط ساوث ويست الجويةCASM باستثناء الوقود والرسوم الخاصة 8.65 سنتًا، أي ما يعادل تقريبًا خطوط جيت بلو الجوية وأقل بأكثر من 20٪ من الخطوط الجوية الأمريكية، والخطوط الجوية المتحدة، وخطوط دلتا الجوية، في حين أن شركة طيران منخفضة التكلفة للغاية (ULCC) أقل مثل خطوط سبيريت الجوية عند 5.83 سنتًا بينما لم يتم الكشف عن شركة فرونتير إيرلاينز.

### الإيرادات وفقا لـ ASM (RASM)
«راسم» (RASM) هو مقياس شائع الاستخدام لإيرادات الوحدة لشركات الطيران، معبرًا عنه بالسنتات المستلمة لكل ميل مقعد متاح ويتم تحديده عن طريق قسمة مختلف مقاييس الإيرادات التشغيلية على أميال المقاعد المتاحة. يتم استخدام هذا الرقم بشكل متكرر للسماح بإجراء مقارنة بين شركات طيران مختلفة أو مقارنة نفس شركة الطيران عبر فترات. من الناحية النظرية، كلما ارتفع معدل «راسم» (RASM)، زادت أرباح شركة الطيران، على افتراض أن CASM يظل ثابتًا. يمكن استخدام مقاييس مختلفة للإيرادات. الركاب «راسم» (RASM) (أو «راسم» (RASM)) هو عائدات الركاب (أو التذاكر المجدولة) لكل (ASM). تشغيل «راسم» (RASM) أو إجمالي «راسم» (RASM) هو إجمالي الإيرادات التشغيلية لشركة الطيران لكل (ASM).
لذلك، على سبيل المثال، في الربع الثاني من عام 2011، كانت ساوث ويست لديها إيرادات مجدولة قدرها 3.876 مليار دولار وإجمالي إيرادات تشغيلية 4.136 مليار دولار. وبالتالي، فإن نظام الركاب «راسم» (RASM) و «راسم» (RASM) التشغيلي للربع الثاني من عام 2011 في خطوط ساوث ويست الجوية هما:
«راسم» (RASM) للمسافرين = 3.876 مليار دولار / 31.457 مليار = 12.32 سنت
«راسم» (RASM) التشغيلية = 4.136 مليار دولار / 31.457 مليار = 13.15 سنتًا
مرة أخرى، يجب أيضًا إجراء مقارنات «راسم» (RASM) عبر فترات أو عبر شركات الطيران بعناية. مع تساوي كل شيء آخر، تزيد الإيرادات عمومًا بمتوسط طول المرحلة. ومع ذلك، لا تزيد الإيرادات عمومًا بالسرعة التي تزيد بها طول المرحلة، مما يعني أن «راسم» (RASM) يتناقص عادةً مع زيادة متوسط طول المرحلة.
بالأسعار الثابتة، انخفض سهم الخطوط الجوية العالمية «راسك» (RASK) بنسبة 51٪ من 17.5 ين في الولايات المتحدة في عام 1960 إلى 8.6 سنت في عام 2015، بينما انخفض «كاسك» (CASK) بنسبة 54٪ من 17.5 إلى 8.1. بالنسبة لصناعة الطيران العالمية بين عامي 2003 و 2017، كان «كاسك» (CASK) باستثناء الوقود حوالي 6 دولارات أمريكية، وكان الوقود «كاسك» (CASK) بين 1 دولار أمريكي و 3.5 دولار أمريكي، وكان «راسك» (RASK) بين 7 دولارات أمريكية و 10 دولارات أمريكية.